# Rock Steady (Album)
Rock Steady ist das fünfte Studioalbum der US-amerikanischen Rockband No Doubt, das im Dezember 2001 bei Interscope Records erschien.

## Entstehung und Veröffentlichung
Die Erstveröffentlichung von Rock Steady erfolgte am 10. Dezember 2001 bei Interscope Records. Das Album erschien in seiner Originalausführung als CD mit 13 Titeln (Katalognummer: 493 158-2). Am 11. November 2002 erschien eine Deluxeversion, die eine Bonus-CD mit vier Remixen und drei Musikvideos enthielt (Katalognummer: 493 516-2).
Geschrieben und produziert wurden die Lieder von den No-Doubt-Mitgliedern Tom Dumont, Tony Kanal und Gwen Stefani, die teilweise von Koautoren und -produzenten unterstützt wurden. Bei großen Teilen der Produktion wirkten unter anderem Nellee Hooper und Eric Stefani, der Bruder von Gwen und Gründungsmitglied der Band, mit. No Doubt begannen das Album in Los Angeles und San Francisco zu schreiben. In letzterer Stadt entstanden z. B. die Anfänge der Single Hey Baby gemeinsam mit Philip Steir. Mithilfe von Pro Tools wurden erste Rhythmen erstellt. Im Anschluss daran reiste die Band nach London und Jamaika, um mit verschiedenen Produzenten und Songwritern zusammenzuarbeiten. Dazu zählten etwa bekannte Künstler wie Sly & Robbie (Sly Dunbar und Robbie Shakespeare), The Neptunes (Chad Hugo und Pharrell Williams) oder William Orbit. Dadurch sind verschiedene Einflüsse etwa aus dem Dancehall, aus Dub oder elektronischer Musik enthalten. Das Stück Waiting Room komponierte und produzierte Prince.

## Titelliste
1. Rock Steady (Intro)
2. Hella Good
3. Hey Baby
4. Making Out
5. Underneath It All
6. Detective
7. Don’t Let Me Down
8. Start The Fire
9. Running
10. In My Head
11. Platinum Blonde Life
12. Waiting Room
13. Rock Steady

## Rezeption
Die dritte Single Underneath It All gewann den Grammy Award for Best Pop Performance by a Duo or Group with Vocals bei den Grammy Awards 2004. Auch war das Album für den Grammy Award for Best Pop Vocal Album bei den Grammy Awards 2003 nominiert.
Klaus Hardt von Laut.de vergab 3 von 5 Sternen. Er kritisierte: „Problematisch an der Platte ist nicht die Verwendung der vielen verschiedenen Stile, sondern die Umsetzung. Die meisten Lieder sind zu einfach gestrickt und dadurch etwas langweilig.“ Als gelungen hob er dagegen Hella Good und Hey Baby hervor.

## Kommerzieller Erfolg

### Chartplatzierungen
| ChartsChartplatzierungen       | Höchstplatzierung | Wochen |
| ------------------------------ | ----------------- | ------ |
| Deutschland (GfK)              | 13 (16 Wo.)       | 16     |
| Österreich (Ö3)                | 12 (11 Wo.)       | 11     |
| Schweiz (IFPI)                 | 33 (13 Wo.)       | 13     |
| Vereinigte Staaten (Billboard) | 9 (76 Wo.)        | 76     |
| Vereinigtes Königreich (OCC)   | 43 (10 Wo.)       | 10     |

| ChartsJahrescharts (2002)      | Platzierung |
| ------------------------------ | ----------- |
| Vereinigte Staaten (Billboard) | 25          |

| ChartsJahrescharts (2003)      | Platzierung |
| ------------------------------ | ----------- |
| Vereinigte Staaten (Billboard) | 151         |

### Auszeichnungen für Musikverkäufe
| Land/Region                  | Auszeichnungen für Musikverkäufe (Land/Region, Auszeichnung, Verkäufe) | Verkäufe  |
| ---------------------------- | ---------------------------------------------------------------------- | --------- |
| Australien (ARIA)            | Gold                                                                   | 35.000    |
| Kanada (MC)                  | Platin                                                                 | 100.000   |
| Südafrika (RISA)             | Gold                                                                   | 25.000    |
| Vereinigte Staaten (RIAA)    | 2× Platin                                                              | 2.842.000 |
| Vereinigtes Königreich (BPI) | Gold                                                                   | 100.000   |
| Insgesamt                    | 3× Gold · 3× Platin ·                                                  | 3.102.000 |

Hauptartikel: No Doubt/Auszeichnungen für Musikverkäufe